# جانی مک براون
جانی مک براون (انگلیسی: Johnny Mack Brown؛ ۱ سپتامبر ۱۹۰۴ – ۱۴ نوامبر ۱۹۷۴) یک هنرپیشه اهل ایالات متحده آمریکا بود. وی بین سال‌های ۱۹۲۷ تا ۱۹۶۶ میلادی فعالیت می‌کرد.

## فیلم‌شناسی
از فیلم‌ها یا برنامه‌های تلویزیونی که وی در آن نقش داشته است می‌توان به خروس اشاره کرد.